# Papaipema janicia
Papaipema janicia là một loài bướm đêm trong họ Noctuidae.